# 威靈頓教育機構張沛松紀念中學
威靈頓教育機構張沛松紀念中學（英語：Wellington Education Organization Chang Pui Chung Memorial School）為香港一所設於西貢區、主要以中文授課的津貼中學，於1997年創立。

## 歷史
因屬牟利性質的威靈頓英文中學（下稱「威校」）經營每況愈下，經營該校的張沛松家族於1995年11月成立「威靈頓教育機構」，並申請另開一所津貼中學。有關申請於1996年獲批，以作為威校一旦停辦而需安置教職員的後備方案，同時滿足部分校董繼續辦學的意願。
至1997年，此校正式開辦，以威校創始人張沛松冠名。同時，此校亦負責接收部分威校教師。

## 校舍
此校為一所1995年版中學靈活式校舍，佔地約7,000平方米，設有26間課室及各種特別室。校舍連同相鄰的順德聯誼總會鄭裕彤中學，皆由廣源建築有限公司承建，於1996年2月動工，1997年竣工交付。
值得一提的是，此校為全港首批第二代靈活式校舍之一，早於1995年12月就建築工程進行招標。然而，由於此校較遲施工，因此僅為全港第二座同類校舍。

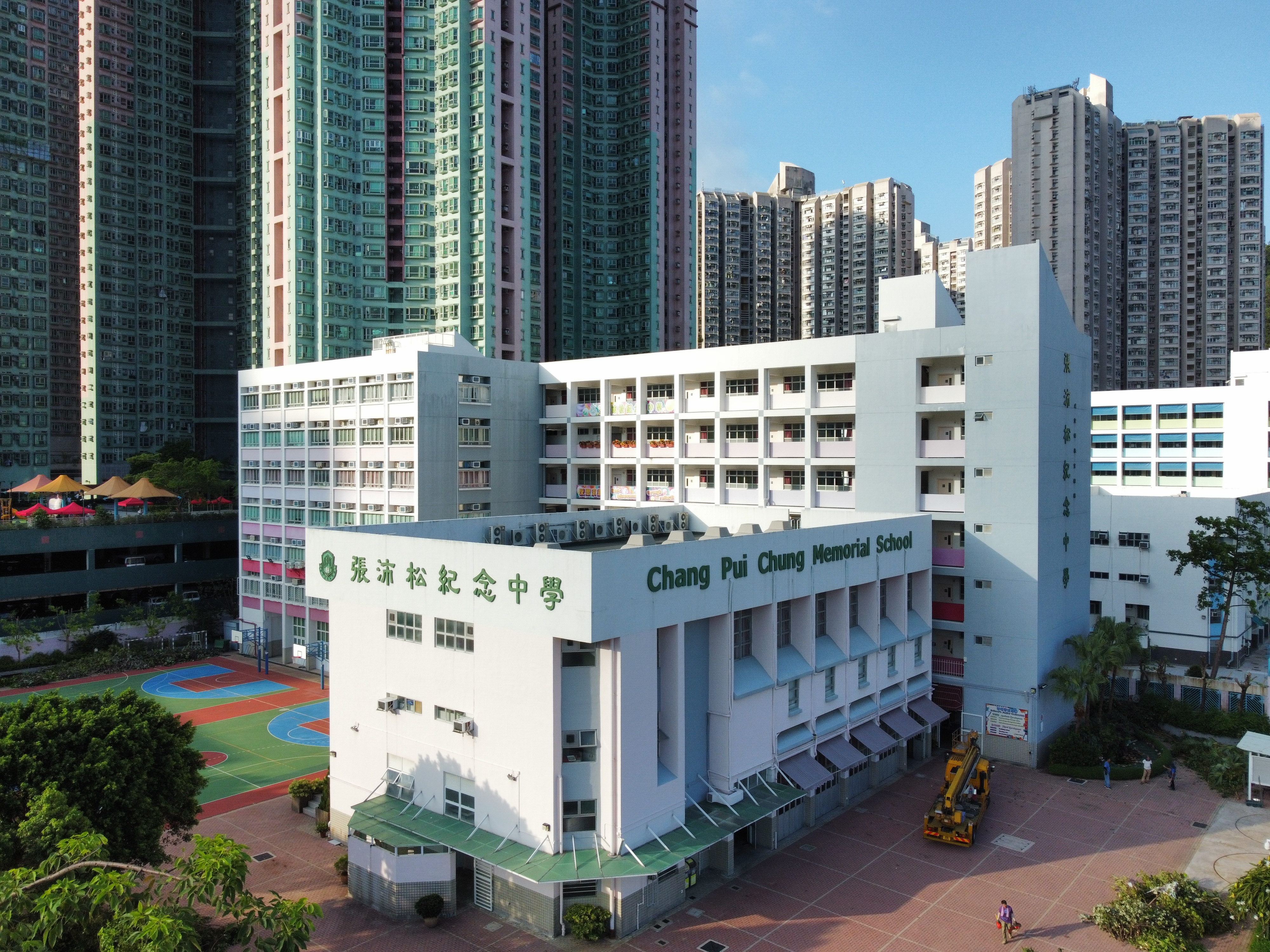
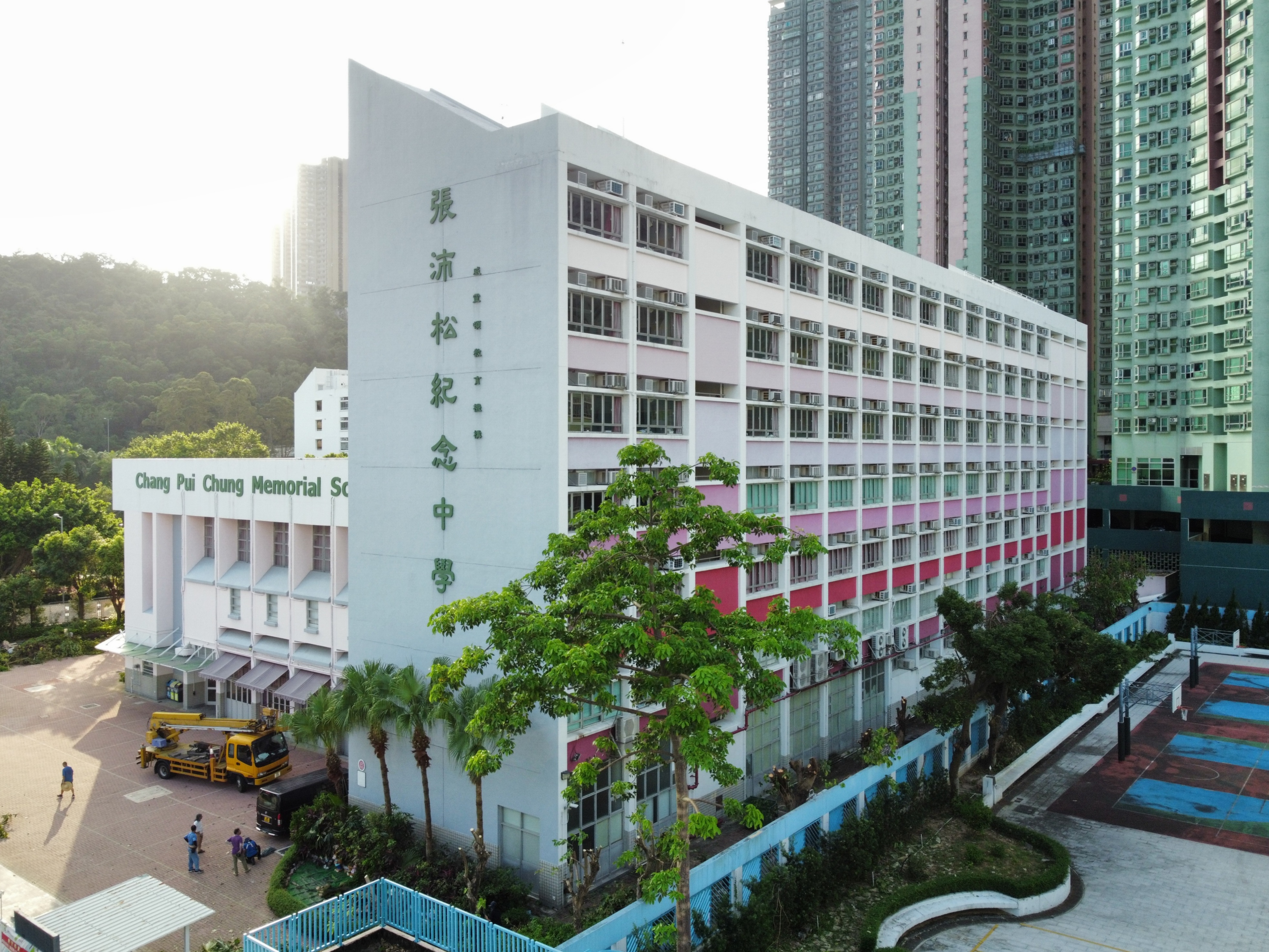

## 歷任管治人員

### 校監
- 張達全先生（1997年起，現任校監）

### 校長
- 郭渭光先生（1997年－2003年，創校校長）[11]
- 蔡偉文先生（2003年－2012年）
- 黎展霞女士（2012年－2018年）[12]
- 何惠成先生（2018年起，現任校長）

## 事件
- 1998年尾，此校連同鄰近兩間學校，先後被賊人潛入爆竊，其中此校被爆竊兩次[13]。
- 2000年7月，此校被指未有按照承諾，接收所有威靈頓英文中學教師，並且在轉任安排上偏袒張沛松家族相關人士[6]。
- 2012年8月8日，此校中二男生曾明斯（15歲）因出言譏諷16歲女同學歐陽真儀，被該同學誘騙至將軍澳南海濱長廊，隨後被多人毆至不省人事，最後更被拋下海溺斃[14][15]。兩年後，包括歐陽真儀在內的五名兇手，分別被判謀殺及誤殺罪成[16]。
- 2025年6月26日晚上，此校有兩名女生在參加深圳交流團期間，於酒店內遭四名醉漢滋擾及拍攝短片，隨即致電求助但無人接聽。然而，此校教師要到他校教師介入後，才要求醉漢刪除短片，又責怪她們與陌生人談話，令事主感到不滿及憤怒。及後，教育局要求此校校方就此作跟進，並提交報告[17]。

## 註解
1. ↑  2021/22年度[1]
2. ↑  2024/25年度[2]

## 外部連結
- 威靈頓教育機構張沛松紀念中學官方網頁 （页面存档备份，存于）